# Lepidosauria
Os Lepidosauria (do grego lepidos, escama + sauros, lagarto) formam um dos maiores grupos da Reptilia, contendo mais de 4.000 espécies de lagartos e 2.700 espécies de serpentes, além das duas espécies de tuataras. São tetrápodes predominantemente terrestres, com algumas espécies secundariamente aquáticas ou marinhas, principalmente entre algumas serpentes e os extintos Mosasauridae. O tegumento dos Lepidosauria é coberto por escamas e é relativamente impermeável à água. Os tuataras e a maioria dos lagartos possuem quatro membros, mas a redução ou perda completa dos membros é comum entre lagartos e todas as serpentes são ápodas. Apresentam fenda cloacal transversal, ao invés da fenda longitudinal que caracteriza os outros tetrápodes.
Dentro dos Lepidosauria, os Sphenodontidae (tuataras) formam o grupo irmão dos Squamata (lagartos e serpentes). Dentro dos Squamata, os lagartos podem ser distinguidos das serpentes em termos coloquiais, mas não filogeneticamente, porque as serpentes são derivadas dos lagartos. Assim sendo, os "lagartos" formam um grupo parafilético. No entanto, lagartos e serpentes são distintos em muitos aspectos da sua ecologia e comportamento e uma separação coloquial torna-se útil em seu estudo.

## Classificação
Segue Benton (2004):
- Superordem Lepidosauria Duméril e Bibron, 1839
  - Ordem Sphenodontia Williston, 1925
    - Família Sphenodontidae Cope, 1896
    - Família †Pleurosauridae Lydekker 1888

  - Ordem Squamata Oppel, 1811
    - Subordem Lacertilia Günther, 1867 (Sauria)
      - Infraordem Iguania Cope, 1864
      - Infraordem Gekkota Cuvier, 1817
      - Infraordem Amphisbaenia Gray, 1844
      - Infraordem Anguimorpha Fürbringer, 1900
      - Infraordem Scincomorpha Camp, 1923

    - Subordem Serpentes Linnaeus, 1758 (Ophidia)